# Agrilus pouesseli
Agrilus pouesseli es una especie de insecto del género Agrilus, familia Buprestidae, orden Coleoptera.
Fue descrita científicamente por Baudon, 1960.